# Víctor García (autocoureur)

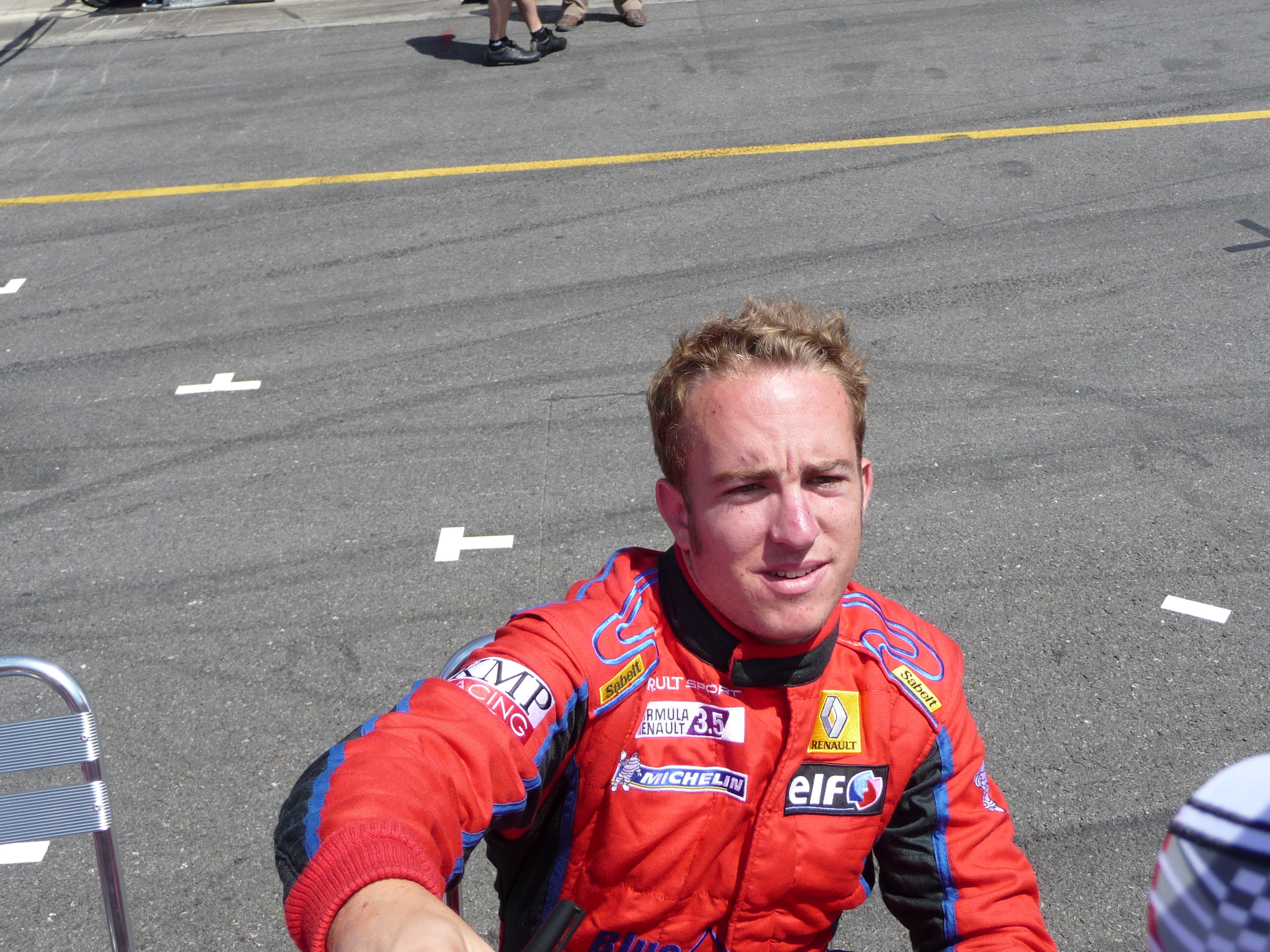
Víctor García op het Automotodrom Brno in 2010.

Víctor García (Madrid, 10 maart 1990) is een Spaans autocoureur.

## Carrière

### Karting
García begon zijn autosportcarrière in het karting aan het einde van de jaren 90, waar hij begon in de kadetklassen voordat hij zijn weg omhoog maakte naar de Spaanse en Europese ICA-kampioenschappen. Het hoogtepunt van zijn carrière beleefde hij in 2003 toen hij het Yamaha-kampioenschap won in zowel Spanje als de provincie Valencia.

### Formule 3
García maakte zijn debuut in het formuleracing aan het eind van 2006 in de Copa F300-klasse van het Spaanse Formule 3-kampioenschap. Het daaropvolgende jaar nam hij voor het team GTA Motor Competición deel in de A-klasse van het kampioenschap. Hij eindigde het seizoen als elfde in het kampioenschap met een podiumplaats op het Circuito Permanente del Jarama. 
In 2008 bleef García in het kampioenschap rijden, maar stapte over het team Escuderia TEC-Auto. Na twee podiumplaatsen in het eerste raceweekend op Jarama stond hij aan de leiding, maar hierna behaalde hij mindere resultaten en stapte tijdens het seizoen over naar het team RP Motorsport. Uiteindelijk werd hij vijftiende in het kampioenschap.
García bleef in 2009 in de Formule 3 rijden, maar nu in het Britse Formule 3-kampioenschap bij Fortec Motorsport. Hij eindigde negen keer in de punten en werd veertiende in het kampioenschap. Ondanks een zevende plaats in de eerste race op Spa-Francorchamps werd hij als derde geklasseerd, aangezien er enkele gastcoureurs voor hem eindigden die niet voor punten in aanmerking kwamen. Ook nam García dat jaar deel aan de Masters of Formula 3, waar hij 22e werd, en de Grand Prix van Macau die hij als elfde afsloot.
In oktober 2009 maakte García zijn debuut als gastcoureur in het laatste raceweekend van de Formule 3 Euroseries op de Hockenheimring voor het Prema Powerteam. In de eerste race eindigde hij als negende, maar in de tweede race wist hij de finish niet te halen. In de herfst testte hij een GP2-auto voor DPR op het Circuito Permanente de Jerez.

### Formule Renault
In 2008 nam García eenmalig deel aan de Eurocup Formule Renault 2.0 op de Hungaroring voor het Prema Powerteam. Hij eindigde als vijftiende in de eerste race voordat hij in de tweede race uitviel.
Aan het eind van 2009 nam García deel aan tests in de Formule Renault 3.5 Series op het Motorland Aragón en het Circuit de Catalunya voor de teams Prema Powerteam, Mofaz Racing en Draco Racing. In februari 2010 werd vervolgens bekend dat hij voor het nieuwe team KMP Racing uit zou komen in het kampioenschap naast de Russische coureur Anton Nebylitskiy. Hij eindigde als 24e in het kampioenschap met vier punten, behaald door een tiende plaats in Aragón en een achtste plaats op Silverstone.

### Indy Lights
In 2011 stapte García over naar de Indy Lights, waar hij uitkwam voor het Team Moore Racing. Hij won de tweede race van het seizoen op het Barber Motorsports Park, maar stapte na een half seizoen uit het kampioenschap. Hij eindigde alsnog als elfde in het kampioenschap.